# نظریه برگردان گفتار
برگردان گفتار نظریه‌ای شبه علمی است که نخستین بار توسط دیوید جان اوتس ارائه شد. این نظریه پس از نمایش در برنامه تاک-شو شبانه آرت بل در رادیو مورد توجه مردم قرار گرفت. در این نظریه باور او بر این است که انسان به‌هنگام خَلق گفتار، ناخودآگاه پیام‌های پنهانی را می‌آفریند که نمایانگر بینشی‌است از اندیشه‌های درونی او. اوتس مدعیست که نظریه اش در روان درمانی، جرم شناسی و گفتگوهای تجاری کاربرد دارد. اگرچه ادعاهای او ازسوی مردم، علم و انجمن‌های آکادمیک مردود اعلام شده‌است.

## ادعاها
اوتس ادعا می‌کند انسان به‌طور متوسط در هر ۱۵-۲۰ ثانیه یکبار در گفتگوهای عادی‌اش دو گزارهٔ همپیوند را خلق می‌کند. یکی همان جملهٔ بازگو شده بهنجار اوست که آگاهانه شنیده می‌شود و دیگری پیامیست برگردان‌شده که ناخودآگاهانه در سخن او نهادینه شده‌است. این دو شکل کلام یعنی بهنجار و وارونه، که به‌گمانی مستقل از یکدیگرند، جزء لاینفکی از ارتباطات انسانی را تشکیل می‌دهند. به‌هنگام پویا شدن ارتباط میان‌فردی هردو کلام (اصل و برگردان) باهم آمیخته می‌شوند تا با همهٔ روان شنونده ارتباط برقرار نمایند. اوتس مدعیست که پیام برگردان همواره روراست بوده و حقیقت دیدگاه درونی گوینده را آشکار می‌سازد. شناخته‌شده‌ترین نمونه که گویا نمایشگر این پدیده است، سخن نیل آرمسترانگ به هنگام پا گذاشتن بر سطح ماه در ۲۰ ژوئیه ۱۹۶۹ است که وارون بخشی که در آن عبارت «گامی کوچک برای بشر» بازگو شد چیزی شبیه به «بشر به فضا قدم می‌گذارد» شنیده می‌شود.

## رد نظریه در محافل علمی
یکی از توجیهات این پدیده را می‌توان پاریدولیا، یعنی گرایش مغز انسان برای دریافت نماهای معنادار از نگاره‌های نامنظم دانست. پاریدولیا چه بسا هنگامی که کسی کنجکاوانه به دنبال کشف یک الگو باشد بیشتر رخ دهد، این حالت مثل حالت کسانی‌است که به‌دنبال عبارات بامعنی در برگردان موسیقی‌ها می‌گردند تا پیام‌های نهان شده در برگردان آن موسیقی را بیابند. نیروی پیشنهاد، آنگاه استفاده می‌شود تا به شنونده سقلمه‌ای زند تا او چیزی را بشنود که پرسشگر از او خواسته است. مثلاً دیوید جان اوتس، کمابیش همیشه از پیش، به شنونده می‌گوید که در انتظار شنیدن چه چیزی باشد، براین‌پایه پیشنهادی را در ذهنش می‌پروراند که شنونده بیشتر به شنیدن آن عبارات انگیزش پیدا می‌کند. پژوهشی در این زمینه، نشان داده اگر آگاهی نخست، پیشتر داده نشود، نتیجهٔ شنیدن همان اصوات اختلاف عمده‌ای داشته‌است.
بیشتر زبانشناسان وقعی بر دیدگاه میان‌آمده نگذاردند و اغلب دانشگاه‌ها و مؤسسات پژوهشی نیز به دلیل نبود هرگونه مبنای نظری برای اینکه پیشگویی‌های اوتس حتی ارزش آزمودن داشته باشد، و این واقعیت که خیلی از ادعاهای او نا آزمودنی هستند، از آزمودن نظریهٔ او خودداری کرده و آن را فاقد وجاهت علمی دانستند. اما یکی از اندک آزمایش‌های علمی انجام گرفته برای ارزیابی ادعای اوتس، این دریافته‌ها را تأیید ننمود. دیگران نبود روش شناسی دامنه‌دار در این نظریه و عدم برگیری آگاهی‌اش از درک جستارهای زبانشناسی را مورد نکوهش قرار دادند. و با نشان دادن میزان زیاد کالای بازرگانی و سرویس‌هایی که در وب‌گاهش می‌فروشد، اوتس را «بیشتر دلشیفتهٔ سوداگری تا رهنمون‌سازی مردم» بازنمود کردند. برگردان گفتار با رشته بحث‌برانگیز (و از طرف بسیاری شبه‌علمی خوانده شدهٔ) برنامه‌ریزی عصبی-زبانشناختی (ان‌ال‌پی) مقایسه شده‌است. به‌دلیل لحن «متعصبانه» نوشته‌های اوتس، گفتار برگردان با علوم حاشیه‌ای مقایسه شده‌است.